# دوبرزاني
دوبرزاني (بالألمانية: Jakobshagen, Jacobshagen)‏؛ (بالكاشوبية: Jakùbòwò)‏ هي بلدة في مقاطعة ستارغراد، محافظة غرب بوميرانيان، بولندا. يبلغ عدد سكانها 2463 (2004).

## تاريخ

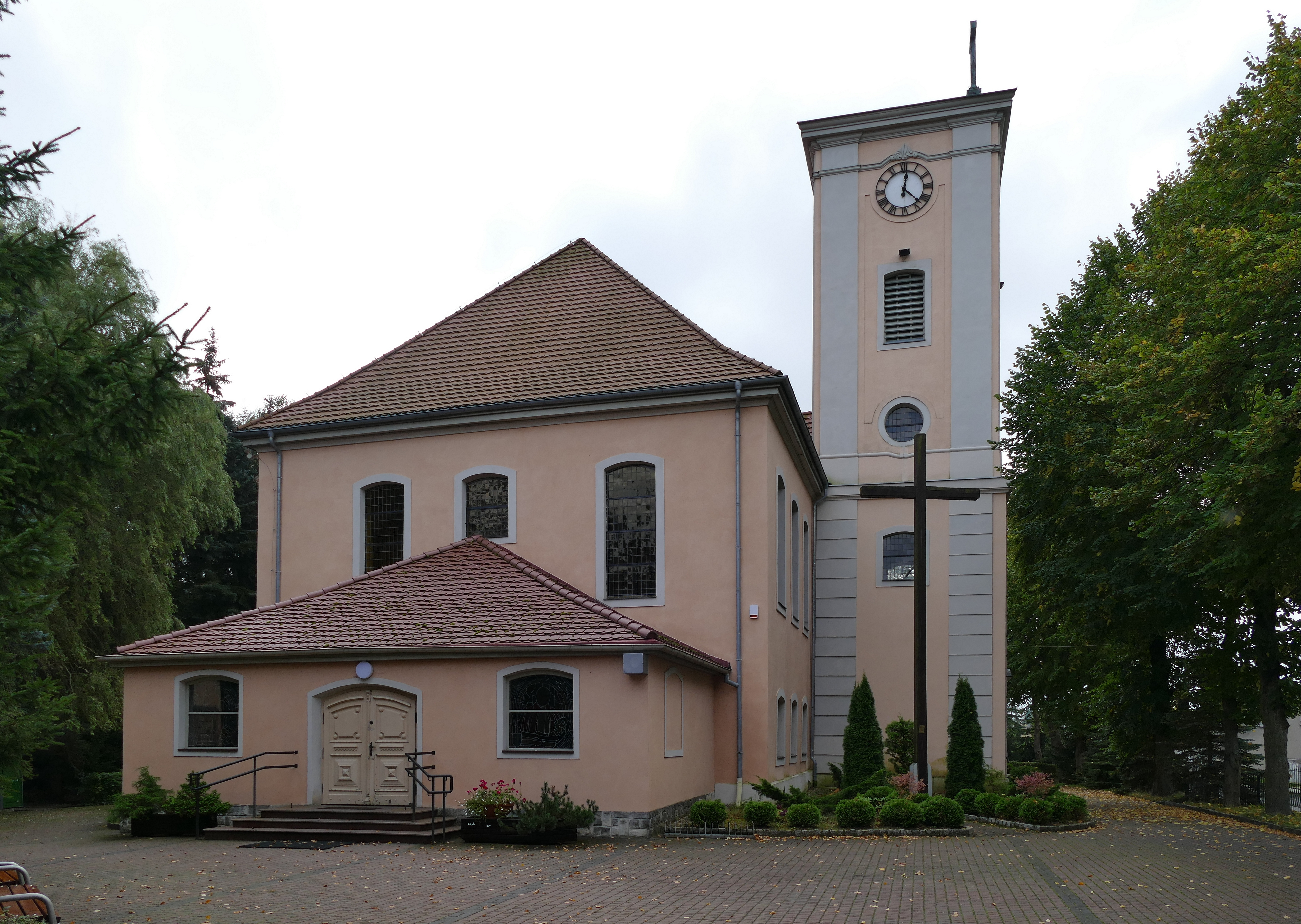
كنيسة القديس ميخائيل رئيس الملائكة

توجد مستوطنة في موقع دوبرزاني الحالي منذ العصر الحجري. كشفت الحفريات عن أدوات عمل تعود إلى القرن السابع إلى القرن العاشر قبل الميلاد.
أصبحت المنطقة جزءًا من الدولة البولندية الناشئة في عام 967. في العصور الوسطى، في القرنين 10-12TH، واثنين من المعاقل موجودة في الموقع. كانت جزءًا من بولندا في العصور الوسطى ودوقية بوميرانيا بعد انفصالها عن بولندا أثناء تجزئة المملكة في منتصف القرن الثاني عشر. تطورت المدينة كمستوطنة بالقرب من المعقل في القرن الثاني عشر. مُنِحَت دوبرزاني، التي كانت تسمى آنذاك جاكوبشاغن، حقوق المدينة على أبعد تقدير في عام 1336، عندما أصبحت في حيازة عائلة بوميرانيان من ستيغلس، التابعين لدوقات شتشيتسين. في عام 1359، انتقلت المدينة إلى أعيان سادزكو المجاورة. خلال ذلك الوقت، كان السكان يكسبون رزقهم من الزراعة. كان لديهم أيضًا مطحنة ومصنع جعة. في عام 1359 انتقلت المدينة إلى دوقية فولجاست، وفي عام 1368 إلى دوقية سوبسك، وفي عام 1459 عادت إلى دوقية بوميرانيا الموحدة. في عام 1567، أصدر دوق بارنيم الحادي عشر للبلدة الحق في إقامة معرضين سنويين. في عام 1598 تم بناء كنيسة.
في عام 1701 أصبحت المدينة جزءًا من بروسيا. في 17 يونيو 1781، اندلع حريق كبير في المطحنة ودمر معظم المدينة. بفضل دعم الملك البروسي فريدريك الثاني، أعيد بناؤه تحت إشراف المهندس المعماري الشهير بوميرانيان، ديفيد جيلي. حطم الناس قلعة سادزكو القديمة (ثم ساتزيغ) واستخدموا الحجارة في إعادة البناء.
في 20 أغسطس 1896، افتتحت محطة سكة حديد في جيكوبشاغن وبالتالي ربطت المدينة بقرية كوزي القريبة (ثم كاشاغن) بطريقة حديثة. على الرغم من أن الشركات الجديدة جاءت إلى جيكوبشاغن، إلا أنه أنشأت منشرة للخشب، ومجمع الطوب، ومصنع للألبان، ومصنع للأقمشة. لم يتبق سوى 1900 نسمة. في مطلع القرن العشرين، كان لدى جيكوبشاغن كنيسة بروتستانتية ومعبد يهودي ومحكمة محلية ومكتب للغابات. خلال الحكم النازي، كانت وحدة خدمة عمال الرايخ موجودة في المدينة.
في الحرب العالمية الثانية، دمرت المدينة بنسبة 60٪ عندما احتلها الجيش الأحمر السوفيتي في 2 مارس 1945. بعد هزيمة ألمانيا النازية في الحرب، أصبحت دوبرزاني مرة أخرى جزءًا من بولندا. طُرد سكان البلدة. أول المستوطنين الجدد بعد الحرب حيث عاد البولنديون من العمل القسري في ألمانيا.

## مشاهير
- أصبح ديفيد هولاتز (1648-1713 في جاكوبسهاجين) أحد علماء الفكر اللوثري راعيًا في جاكوبسهاجين عام 1692.

## روابط خارجية
- الجالية اليهودية في Dobrzany على Virtual Shtetl